# Thysanactis dentex
Thysanactis dentex es una especie de pez de la familia Stomiidae en el orden de los Stomiiformes.

## Morfología
Los machos pueden llegar alcanzar los 18 cm de longitud total.

## Hábitat
Es un pez de mar y de aguas profundas que vive entre 100-1.000 m de profundidad.

## Distribución geográfica
Se encuentra en el Pacífico y el  Atlántico.